# Passaporte queniano
O passaporte queniano é emitido para cidadãos quenianos de acordo com a Constituição do Quênia de 2010 e conforme previsto na Lei de Cidadãos e Imigração do Quênia, que começou em 30 de agosto de 2011. Além disso, o processo de emissão é regulado pelo Aviso Legal nº 64 (Regulamentos de Cidadania e Imigração do Quênia, 2012). Se elegível, um indivíduo pode solicitar um novo passaporte, passaporte de renovação e passaporte de substituição. Os passaportes são emitidos pelo Departamento de Imigração. O departamento está subordinado ao Ministério do Interior e Coordenação do Governo Nacional. Os passaportes quenianos também são geralmente usados como uma forma de identificação e seriam classificados como segundos para o cartão de identidade nacional queniano. Antes de o Quênia se tornar independente da Grã-Bretanha, passaportes britânicos eram usados.

## Chip RFID e certificado biométrico
Desde 1º de setembro de 2017, os passaportes quenianos têm um chip de cartão inteligente sem contato (cartão de proximidade) e 13,56 Antena de loop MHz embutida na folha de rosto, de acordo com as normas ICAO. O chip e a antena não são reconhecidos visualmente, mas sua presença é indicada pelo símbolo do passaporte biométrico ICAO na parte inferior. Contém todos os dados biométricos impressos no passaporte, foto em arquivo JPEG, protegida digitalmente por assinatura. Também um número de série de alta entropia pseudo-aleatória atribuído alfanumérico que é de 45 bits. Isso melhora a força criptográfica do mecanismo de controle de acesso básico (BAC) do chip RFID.